# Туристичко-географски положај
Турситичко-географски положај је просторни однос између неког туристичког локалитета, места или регије и посматране регије. Може се засновати и према правцима туристичких кретања и сл. Према величини утицаја можемо разликовати:
- светски,
- континентални,
- регионални и
- локални туристички положај